# Olympische Winterspiele 2018/Teilnehmer (Norwegen)
| Gelbes Symbol für Goldmedaillen mit stilisierten Olympischen Ringen | Graues Symbol für Silbermedaillen mit stilisierten Olympischen Ringen | Braundes Symbol für Bronzemedaillen mit stilisierten Olympischen Ringen |
| ------------------------------------------------------------------- | --------------------------------------------------------------------- | ----------------------------------------------------------------------- |
| 14                                                                  | 14                                                                    | 11                                                                      |

Norwegen nahm an den Olympischen Winterspielen 2018 mit 109 Athleten in elf Disziplinen teil, davon 82 Männer und 27 Frauen. Mit 14 Gold-, 14 Silber- und 11 Bronzemedaillen war Norwegen die erfolgreichste Nation bei den Spielen. Alleine 14 der 39 gewonnenen Medaillen, darunter sieben Goldmedaillen, gewann Norwegen im Skilanglauf.
Fahnenträger bei der Eröffnungsfeier war Emil Hegle Svendsen.

## Medaillen

### Medaillenspiegel
| Rang   | Sportart              | G  | S  | B  | Gesamt |
| ------ | --------------------- | -- | -- | -- | ------ |
| 1      | Skilanglauf           | 7  | 4  | 3  | 14     |
| 2      | Skispringen           | 2  | 1  | 2  | 5      |
| 3      | Eisschnelllauf        | 2  | 1  | 1  | 4      |
| 4      | Ski Alpin             | 1  | 4  | 2  | 7      |
| 5      | Biathlon              | 1  | 3  | 2  | 6      |
| 6      | Freestyle-Skiing      | 1  | —  | —  | 1      |
| 7      | Nordische Kombination | —  | 1  | —  | 1      |
| 8      | Curling               | —  | —  | 1  | 1      |
| Gesamt | Gesamt                | 14 | 14 | 11 | 39     |

### Medaillengewinner
| Name/n                                                                            | Sportart              | Wettkampf                       |
| --------------------------------------------------------------------------------- | --------------------- | ------------------------------- |
| Gold                                                                              |                       |                                 |
| Aksel Lund Svindal                                                                | Ski Alpin             | Abfahrt                         |
| Johannes Thingnes Bø                                                              | Biathlon              | Einzel (20,0 km)                |
| Simen Hegstad Krüger                                                              | Skilanglauf           | Skiathlon                       |
| Didrik Tønseth Martin Johnsrud Sundby Simen Hegstad Krüger Johannes Høsflot Klæbo | Skilanglauf           | Staffel                         |
| Johannes Høsflot Klæbo                                                            | Skilanglauf           | Sprint                          |
| Martin Johnsrud Sundby Johannes Høsflot Klæbo                                     | Skilanglauf           | Team-Sprint                     |
| Ragnhild Haga                                                                     | Skilanglauf           | Freier Stil                     |
| Marit Bjørgen                                                                     | Skilanglauf           | Massenstart                     |
| Ingvild Flugstad Østberg Astrid Uhrenholdt Jacobsen Ragnhild Haga Marit Bjørgen   | Skilanglauf           | Staffel                         |
| Øystein Bråten                                                                    | Freestyle-Skiing      | Slopestyle                      |
| Daniel-André Tande Andreas Stjernen Johann André Forfang Robert Johansson         | Skispringen           | Mannschaftsspringen Großschanze |
| Maren Lundby                                                                      | Skispringen           | Einzelspringen Normalschanze    |
| Håvard Holmefjord Lorentzen                                                       | Eisschnelllauf        | 500 m                           |
| Håvard Bøkko Simen Spieler Nilsen Sverre Lunde Pedersen (Sindre Henriksen)        | Eisschnelllauf        | Teamverfolgung                  |
| Silber                                                                            |                       |                                 |
| Kjetil Jansrud                                                                    | Ski Alpin             | Abfahrt                         |
| Henrik Kristoffersen                                                              | Ski Alpin             | Riesenslalom                    |
| Ragnhild Mowinckel                                                                | Ski Alpin             | Abfahrt                         |
| Ragnhild Mowinckel                                                                | Ski Alpin             | Riesenslalom                    |
| Lars Helge Birkeland Tarjei Bø Johannes Thingnes Bø Emil Hegle Svendsen           | Biathlon              | Staffel (4 × 7,5 km)            |
| Marte Olsbu                                                                       | Biathlon              | Sprint (7,5 km)                 |
| Marte Olsbu Tiril Eckhoff Johannes Thingnes Bø Emil Hegle Svendsen                | Biathlon              | Mixed-Staffel                   |
| Martin Johnsrud Sundby                                                            | Skilanglauf           | Skiathlon                       |
| Simen Hegstad Krüger                                                              | Skilanglauf           | Freier Stil                     |
| Marit Bjørgen                                                                     | Skilanglauf           | Skiathlon                       |
| Maiken Caspersen Falla                                                            | Skilanglauf           | Sprint                          |
| Espen Andersen Jørgen Graabak Jarl Magnus Riiber Jan Schmid                       | Nordische Kombination | Teamwettkampf                   |
| Johann André Forfang                                                              | Skispringen           | Einzelspringen Normalschanze    |
| Håvard Holmefjord Lorentzen                                                       | Eisschnelllauf        | 1000 m                          |
| Bronze                                                                            |                       |                                 |
| Kjetil Jansrud                                                                    | Ski Alpin             | Super-G                         |
| Emil Hegle Svendsen                                                               | Biathlon              | Massenstart (15,0 km)           |
| Tiril Eckhoff                                                                     | Biathlon              | Massenstart (12,5 km)           |
| Hans Christer Holund                                                              | Skilanglauf           | Skiathlon                       |
| Marit Bjørgen                                                                     | Skilanglauf           | Freier Stil                     |
| Marit Bjørgen Maiken Caspersen Falla                                              | Skilanglauf           | Team-Sprint                     |
| Kristin Skaslien Magnus Nedregotten                                               | Curling               | Mixed-Doubles                   |
| Robert Johansson                                                                  | Skispringen           | Einzelspringen Normalschanze    |
| Robert Johansson                                                                  | Skispringen           | Einzelspringen Großschanze      |
| Sverre Lunde Pedersen                                                             | Eisschnelllauf        | 5000 m                          |

## Teilnehmer nach Sportarten

### Biathlon
| Athleten                                                                | Wettbewerbe                   | Zeit        | Fehler          | Rang   |
| ----------------------------------------------------------------------- | ----------------------------- | ----------- | --------------- | ------ |
| Männer                                                                  |                               |             |                 |        |
| Lars Helge Birkeland                                                    | 20 km Einzel                  | 53:46,8 min | 4 (2+1+1+0)     | 60     |
| Erlend Bjøntegaard                                                      | 10 km Sprint                  | 23:56,2 min | 2 (0+2)         | 5      |
| Erlend Bjøntegaard                                                      | 12,5 km Verfolgung            | 34:18,0 min | 4 (1+0+0+3)     | 9      |
| Erlend Bjøntegaard                                                      | 15 km Massenstart             | 36:19,4 min | 2 (0+0+2+0)     | 7      |
| Johannes Thingnes Bø                                                    | 10 km Sprint                  | 24:51,5 min | 4 (3+1)         | 31     |
| Johannes Thingnes Bø                                                    | 12,5 km Verfolgung            | 35:42,7 min | 6 (0+2+4+0)     | 21     |
| Johannes Thingnes Bø                                                    | 15 km Massenstart             | 37:07,3 min | 3 (0+3+0+0)     | 16     |
| Johannes Thingnes Bø                                                    | 20 km Einzel                  | 48:03,8 min | 2 (1+0+0+1)     | Gold   |
| Tarjei Bø                                                               | 10 km Sprint                  | 24:12,5 min | 2 (2+0)         | 13     |
| Tarjei Bø                                                               | 12,5 km Verfolgung            | 33:54,3 min | 3 (0+0+1+2)     | 4      |
| Tarjei Bø                                                               | 15 km Massenstart             | 36:21,9 min | 3 (1+0+2+0)     | 8      |
| Tarjei Bø                                                               | 20 km Einzel                  | 50:05,3 min | 2 (0+0+0+2)     | 13     |
| Emil Hegle Svendsen                                                     | 10 km Sprint                  | 24:23,8 min | 2 (1+1)         | 18     |
| Emil Hegle Svendsen                                                     | 12,5 km Verfolgung            | 35:33,2 min | 5 (0+2+2+1)     | 20     |
| Emil Hegle Svendsen                                                     | 15 km Massenstart             | 35:58,5 min | 2 (1+0+1+0)     | Bronze |
| Emil Hegle Svendsen                                                     | 20 km Einzel                  | 49:40,5 min | 2 (0+2+0+0)     | 10     |
| Lars Helge Birkeland Tarjei Bø Johannes Thingnes Bø Emil Hegle Svendsen | 4 × 7,5 km Staffel            | 1:16:12,0 h | 1+12 (0+4 1+8)  | Silber |
| Frauen                                                                  |                               |             |                 |        |
| Tiril Eckhoff                                                           | 7,5 km Sprint                 | 22:32,4 min | 4 (3+1)         | 24     |
| Tiril Eckhoff                                                           | 10 km Verfolgung              | 32:23,1 min | 5 (0+2+3+0)     | 9      |
| Tiril Eckhoff                                                           | 12,5 km Massenstart           | 35:50,7 min | 2 (1+0+1+0)     | Bronze |
| Tiril Eckhoff                                                           | 15 km Einzel                  | 44:41,9 min | 4 (1+1+1+1)     | 23     |
| Marte Olsbu                                                             | 7,5 km Sprint                 | 21:30,4 min | 1 (1+0)         | Silber |
| Marte Olsbu                                                             | 10 km Verfolgung              | 31:42,6 min | 4 (1+2+0+1)     | 4      |
| Marte Olsbu                                                             | 12,5 km Massenstart           | 36:14,6 min | 1 (0+1+0+0)     | 8      |
| Marte Olsbu                                                             | 15 km Einzel                  | 48:58,8 min | 7 (1+1+3+2)     | 71     |
| Synnøve Solemdal                                                        | 7,5 km Sprint                 | 23:23,9 min | 3 (1+2)         | 50     |
| Synnøve Solemdal                                                        | 10 km Verfolgung              | 34:45,5 min | 4 (1+0+2+1)     | 41     |
| Synnøve Solemdal                                                        | 15 km Einzel                  | 45:33,0 min | 2 (0+1+0+1)     | 40     |
| Ingrid Landmark Tandrevold                                              | 7,5 km Sprint                 | 23:49,1 min | 4 (2+2)         | 59     |
| Ingrid Landmark Tandrevold                                              | 10 km Verfolgung              | 34:56,8 min | 4 (0+3+1+0)     | 42     |
| Ingrid Landmark Tandrevold                                              | 15 km Einzel                  | 46:14,7 min | 3 (0+2+0+1)     | 43     |
| Synnøve Solemdal Tiril Eckhoff Ingrid Landmark Tandrevold Marte Olsbu   | 4 × 6 km Staffel              | 1:12:33,1 h | 3+12 (0+2 3+10) | 4      |
| Mixed                                                                   |                               |             |                 |        |
| Marte Olsbu Tiril Eckhoff Johannes Thingnes Bø Emil Hegle Svendsen      | 2 × 6 km + 2 × 7,5 km Staffel | 1:08:55,2 h | 1+11 (0+5 1+6)  | Silber |

Henrik L’Abée-Lund und Hilde Fenne gehörten zum Aufgebot, kamen aber nicht zum Einsatz.

### Curling
| Wettbewerb      | Männer | Mixed-Doubles |
| --------------- | --- | --- |
| Athleten        | Thomas Ulsrud Torger Nergård Christoffer Svae Håvard Petersson Markus Høiberg                                                   | Kristin Skaslien Magnus Nedregotten                                                                                     |
| Vorrunde        | Japan 4:6 Kanada 4:7 Südkorea 7:5 Schweiz 5:7 Dänemark 10:8 Vereinigte Staaten 8:5 Großbritannien 3:10 Italien 4:6 Schweden 7:2 | Kanada 9:6 Olympische Athleten aus Russland 3:4 Südkorea 8:3 Schweiz 6:5 Finnland 7:6 Vereinigte Staaten 3:10 China 3:9 |
| Tie-Breaker     | ausgeschieden | China 9:7 |
| Halbfinale      | ausgeschieden | Kanada 4:8 |
| Spiel um Bronze | ausgeschieden | Olympische Athleten aus Russland 4:8                                                                                    |
| Finale          | ausgeschieden | − |
| Platzierung     | 6. Platz | Bronze 1 |

### Eishockey
| Wettbewerb                 | Männer |
| -------------------------- | --- |
| Athleten                   | Anders Bastiansen Alexander Bonsaksen Stefan Espeland Kristian Forsberg Lars Haugen Henrik Haukeland Ludvig Hoff Henrik Holm Jonas Holøs Johannes Johannesen Tommy Kristiansen Erlend Lesund Mattias Nørstebø Henrik Ødegaard Ken André Olimb Mathis Olimb Alexander Reichenberg Niklas Roest Mats Rosseli Olsen Martin Røymark Eirik Salsten Daniel Sørvik Patrick Thoresen Steffen Thoresen Mathias Trettenes |
| Vorrunde                   | Schweden 0:4 (0:2, 0:0, 0:2) Finnland 1:5 (1:1, 0:1, 0:3) Deutschland 1:2 n. P. (0:0, 0:1, 1:0, 0:0; 0:1) |
| Viertelfinal-Qualifikation | Slowenien 2:1 n. V. (0:1, 0:0, 1:0, 1:0) |
| Viertelfinale              | Olympische Athleten aus Russland 1:6 (0:3, 1:2, 0:1) |
| Platzierung                | 8. Platz |

### Eisschnelllauf
| Männer                      |          |              |        |
| Håvard Holmefjord Lorentzen | 500 m    | 34,41 s (OR) | Gold   |
| Håvard Holmefjord Lorentzen | 1000 m   | 1:07,99 min  | Silber |
| Henrik Rukke                | 500 m    | 35,500 s     | 28     |
| Henrik Rukke                | 1000 m   | 1:07,99 min  | 32     |
| Allan Dahl Johansson        | 1500 m   | DNF          | DNF    |
| Håvard Bøkko                | 5000 m   | 6:24,50 min  | 18     |
| Håvard Bøkko                | 10.000 m | 13:17,47 min | 11     |
| Sindre Henriksen            | 1500 m   | 1:45,64 min  | 7      |
| Sverre Lunde Pedersen       | 1500 m   | 1:46,12 min  | 9      |
| Sverre Lunde Pedersen       | 5000 m   | 6:11,618 min | Bronze |
| Simen Spieler Nilsen        | 5000 m   | 6:18,39 min  | 13     |
| Frauen                      |          |              |        |
| Hege Bøkko                  | 500 m    | 38,538 s     | 18     |
| Hege Bøkko                  | 1000 m   | 1:15,98 min  | 14     |
| Ida Njåtun                  | 500 m    | 39,33 s      | 27     |
| Ida Njåtun                  | 1000 m   | 1:15,43 min  | 10     |
| Ida Njåtun                  | 1500 m   | 1:56,46 min  | 7      |
| Ida Njåtun                  | 3000 m   | 4:06,67 min  | 12     |

| Athleten              | Wettbewerbe | Halbfinale | Halbfinale | Finale        | Finale        | Rang |
| Athleten              | Wettbewerbe | Punkte     | Rang       | Punkte        | Rang          | Rang |
| --------------------- | ----------- | ---------- | ---------- | ------------- | ------------- | ---- |
| Männer                |             |            |            |               |               |      |
| Sverre Lunde Pedersen | Massenstart | 2          | 9          | ausgeschieden | ausgeschieden | 16   |

| Athleten                                                                 | Wettbewerbe    | Viertelfinale | Viertelfinale | Halbfinale  | Halbfinale       | Finale A | Finale A    | Rang |
| Athleten                                                                 | Wettbewerbe    | Gegner        | Zeit          | Gegner      | Zeit             | Gegner   | Zeit        | Rang |
| ------------------------------------------------------------------------ | -------------- | ------------- | ------------- | ----------- | ---------------- | -------- | ----------- | ---- |
| Männer                                                                   |                |               |               |             |                  |          |             |      |
| Håvard Bøkko Sindre Henriksen Simen Spieler Nilsen Sverre Lunde Pedersen | Teamverfolgung | Neuseeland    | 3:40,09 min   | Niederlande | 3:37,08 min (OR) | Südkorea | 3:37,32 min | Gold |

### Freestyle-Skiing
| Athleten                   | Wettbewerbe | Qualifikation | Qualifikation | Finale        | Finale        | Rang |
| Athleten                   | Wettbewerbe | Punkte        | Rang          | Punkte        | Rang          | Rang |
| -------------------------- | ----------- | ------------- | ------------- | ------------- | ------------- | ---- |
| Männer                     |             |               |               |               |               |      |
| Vinjar Slåtten             | Buckelpiste | 77,49         | 2             | 33,61         | 6             | 6    |
| Øystein Bråten             | Slopestyle  | 93,80         | 4             | 95,00         | 1             | Gold |
| Ferdinand Dahl             | Slopestyle  | 89,00         | 10            | 76,40         | 8             | 8    |
| Christian Nummedal         | Slopestyle  | 29,20         | 28            | ausgeschieden | ausgeschieden | 28   |
| Felix Stridsberg-Usterud   | Slopestyle  | 84,20         | 14            | ausgeschieden | ausgeschieden | 14   |
| Frauen                     |             |               |               |               |               |      |
| Hedvig Wessel              | Buckelpiste | 71,66         | 5             | 68,77         | 19            | 19   |
| Johanne Killi              | Slopestyle  | 87,80         | 3             | 76,80         | 5             | 5    |
| Tiril Sjåstad Christiansen | Slopestyle  | 89,00         | 2             | 60,40         | 9             | 9    |

### Nordische Kombination
| Athleten                                                    | Wettbewerb                        | Skispringen | Skispringen | Langlauf    | Langlauf | Rang   |
| Athleten                                                    | Wettbewerb                        | Punkte      | Rang        | Zeit        | Rang     | Rang   |
| ----------------------------------------------------------- | --------------------------------- | ----------- | ----------- | ----------- | -------- | ------ |
| Männer                                                      |                                   |             |             |             |          |        |
| Espen Andersen                                              | Gundersen-Wettkampf Normalschanze | 117,2       | 7           | 26:05,1 min | 28       | 10     |
| Espen Andersen                                              | Gundersen-Wettkampf Großschanze   | 105,6       | 25          | 24:23,8 min | 31       | 22     |
| Jørgen Graabak                                              | Gundersen-Wettkampf Normalschanze | 93,6        | 23          | 27:21,3 min | 20       | 18     |
| Jørgen Graabak                                              | Gundersen-Wettkampf Großschanze   | 93,6        | 23          | 24:53,3 min | 20       | 18     |
| Jarl Magnus Riiber                                          | Gundersen-Wettkampf Normalschanze | 126,9       | 2           | 25:13,9 min | 23       | 4      |
| Jarl Magnus Riiber                                          | Gundersen-Wettkampf Großschanze   | 138,6       | 2           | 23:54,3 min | 17       | 4      |
| Jan Schmid                                                  | Gundersen-Wettkampf Normalschanze | 88,8        | 31          | 27:34,8 min | 18       | 25     |
| Jan Schmid                                                  | Gundersen-Wettkampf Großschanze   | 107,9       | 22          | 23:15,7 min | 2        | 11     |
| Espen Andersen Jørgen Graabak Jarl Magnus Riiber Jan Schmid | Teamwettkampf                     | 449,2       | 4           | 46:35,5 min | 2        | Silber |

### Skeleton
| Athlet            | Lauf 1  | Lauf 1 | Lauf 2  | Lauf 2 | Lauf 3  | Lauf 3 | Lauf 4  | Lauf 4 | Gesamt      | Gesamt |
| Athlet            | Zeit    | Rang   | Zeit    | Rang   | Zeit    | Rang   | Zeit    | Rang   | Zeit        | Rang   |
| ----------------- | ------- | ------ | ------- | ------ | ------- | ------ | ------- | ------ | ----------- | ------ |
| Männer            |         |        |         |        |         |        |         |        |             |        |
| Alexander Hanssen | 51,44 s | 17     | 51,51 s | 22     | 51,37 s | 19     | 51,57 s | 18     | 3:25,89 min | 20     |

### Ski Alpin
| Athleten                      | Wettbewerbe  | 1. Lauf     | 2. Lauf       | Gesamt        | Gesamt        |
| Athleten                      | Wettbewerbe  | Zeit        | Zeit          | Zeit          | Rang          |
| ----------------------------- | ------------ | ----------- | ------------- | ------------- | ------------- |
| Frauen                        |              |             |               |               |               |
| Nina Haver-Løseth             | Slalom       | 49,75 s     | 50,41 s       | 1:40,16 min   | 6             |
| Nina Haver-Løseth             | Riesenslalom | 1:13,13 min | 1:09,97 min   | 2:23,10 min   | 10            |
| Kristin Lysdahl               | Riesenslalom | 1:13,45 min | 1:09,95 min   | 2:23,40 min   | 13            |
| Kristin Lysdahl               | Slalom       | 52,12 s     | 50,90 s       | 1:43,02 min   | 25            |
| Ragnhild Mowinckel            | Abfahrt      | −           | −             | 1:39,31 min   | Silber        |
| Ragnhild Mowinckel            | Super-G      | −           | −             | 1:22,00 min   | 13            |
| Ragnhild Mowinckel            | Riesenslalom | 1:11,17 min | 1:09,24 min   | 2:20,41 min   | Silber        |
| Ragnhild Mowinckel            | Kombination  | 1:40,11 min | 42,52 s       | 2:22,63 min   | 4             |
| Maren Skjøld                  | Slalom       | 51,44 s     | 51,18 s       | 1:42,62 min   | 22            |
| Maren Skjøld                  | Riesenslalom | DNF         | ausgeschieden | ausgeschieden | ausgeschieden |
| Männer                        |              |             |               |               |               |
| Kjetil Jansrud                | Abfahrt      | −           | −             | 1:40,37 min   | Silber        |
| Kjetil Jansrud                | Super-G      | −           | −             | 1:24,62 min   | Bronze        |
| Kjetil Jansrud                | Riesenslalom | DNF         | ausgeschieden | ausgeschieden | ausgeschieden |
| Kjetil Jansrud                | Kombination  | 1:19,51 min | 49,16 s       | 2:08,67 min   | 7             |
| Aleksander Aamodt Kilde       | Abfahrt      | −           | −             | 1:42,18 min   | 15            |
| Aleksander Aamodt Kilde       | Super-G      | −           | −             | 1:25,71 min   | 13            |
| Aleksander Aamodt Kilde       | Riesenslalom | DNF         | ausgeschieden | ausgeschieden | ausgeschieden |
| Aleksander Aamodt Kilde       | Kombination  | 1:20,92 min | 50,15 s       | 2:11,07 min   | 21            |
| Henrik Kristoffersen          | Slalom       | 47,72 s     | DNF           | ausgeschieden | ausgeschieden |
| Henrik Kristoffersen          | Riesenslalom | 1:09,58 min | 1:09,73 min   | 2:19,31 min   | Silber        |
| Leif Kristian Nestvold-Haugen | Slalom       | 49,27 s     | 51,04 s       | 1:40,31 min   | 13            |
| Leif Kristian Nestvold-Haugen | Riesenslalom | 1:08,93 min | 1:11,30 min   | 2:20,23 min   | 8             |
| Jonathan Nordbotten           | Slalom       | DNF         | ausgeschieden | ausgeschieden | ausgeschieden |
| Sebastian Foss Solevåg        | Slalom       | 48,53 s     | 51,65 s       | 1:40,18 min   | 10            |
| Sebastian Foss Solevåg        | Kombination  | 1:24,35 min | DNF           | ausgeschieden | ausgeschieden |
| Aksel Lund Svindal            | Abfahrt      | −           | −             | 1:40,25 min   | Gold          |
| Aksel Lund Svindal            | Super-G      | −           | −             | 1:24,93 min   | 5             |
| Aksel Lund Svindal            | Kombination  | 1:19,31 min | DNS           | ausgeschieden | ausgeschieden |

| Mixed |                         |     |     |                        |     |            |     |            |     |        |
| Nina Haver-Løseth Kristin Lysdahl Maren Skjøld Sebastian Foss Solevåg Leif Kristian Nestvold-Haugen Jonathan Nordbotten | Riesenslalom Mannschaft | OAR | 4:0 | Vereinigtes Königreich | 2:2 | Österreich | 3:1 | Frankreich | 2:2 | Bronze |

### Skilanglauf
| Athleten                                                                          | Wettbewerbe       | Zeit        | Rang   |
| --------------------------------------------------------------------------------- | ----------------- | ----------- | ------ |
| Frauen                                                                            |                   |             |        |
| Marit Bjørgen                                                                     | 10 km Freistil    | 25:32,4 min | Bronze |
| Marit Bjørgen                                                                     | 15 km Skiathlon   | 40:52,7 min | Silber |
| Marit Bjørgen                                                                     | 30 km klassisch   | 1:22:17,6 h | Gold   |
| Ingvild Flugstad Østberg                                                          | 10 km Freistil    | 26:06,0 min | 7      |
| Ingvild Flugstad Østberg                                                          | 15 km Skiathlon   | 41:43,2 min | 11     |
| Ingvild Flugstad Østberg                                                          | 30 km klassisch   | 1:24:18,0 h | 4      |
| Heidi Weng                                                                        | 10 km Freistil    | 26:25,1 min | 11     |
| Heidi Weng                                                                        | 15 km Skiathlon   | 41:25,6 min | 9      |
| Heidi Weng                                                                        | 30 km klassisch   | 1:26:25,5 h | 8      |
| Ragnhild Haga                                                                     | 10 km Freistil    | 25:00,5 min | Gold   |
| Ragnhild Haga                                                                     | 15 km Skiathlon   | 42:07,6 min | 15     |
| Ragnhild Haga                                                                     | 30 km klassisch   | 1:27:11,5 h | 12     |
| Ingvild Flugstad Østberg Astrid Uhrenholdt Jacobsen Ragnhild Haga Marit Bjørgen   | 4 × 10 km Staffel | 51:24,3 min | Gold   |
| Männer                                                                            |                   |             |        |
| Johannes Høsflot Klæbo                                                            | 30 km Skiathlon   | 1:17:03,4 h | 10     |
| Simen Hegstad Krüger                                                              | 15 km Freistil    | 34:02,2 min | Silber |
| Simen Hegstad Krüger                                                              | 30 km Skiathlon   | 1:16:20,0 h | Gold   |
| Martin Johnsrud Sundby                                                            | 15 km Freistil    | 34:08,8 min | 4      |
| Martin Johnsrud Sundby                                                            | 30 km Skiathlon   | 1:16:28,0 h | Silber |
| Martin Johnsrud Sundby                                                            | 50 km klassisch   | 2:11:05,8 h | 5      |
| Finn Hågen Krogh                                                                  | 15 km Freistil    | 35:14,4 min | 18     |
| Emil Iversen                                                                      | 50 km klassisch   | 2:12:59,0 h | 10     |
| Hans Christer Holund                                                              | 15 km Freistil    | 34:18,4 min | 6      |
| Hans Christer Holund                                                              | 30 km Skiathlon   | 1:16:29,9 h | Bronze |
| Hans Christer Holund                                                              | 50 km klassisch   | 2:11:12,2 h | 6      |
| Niklas Dyrhaug                                                                    | 50 km klassisch   | 2:13:20,5 h | 13     |
| Didrik Tønseth Martin Johnsrud Sundby Simen Hegstad Krüger Johannes Høsflot Klæbo | 4 × 10 km Staffel | 1:33:04,9 h | Gold   |

| Athleten                                      | Wettbewerbe | Qualifikation | Qualifikation | Viertelfinale | Viertelfinale | Halbfinale    | Halbfinale    | Finale        | Finale        | Rang   |
| Athleten                                      | Wettbewerbe | Zeit          | Rang          | Zeit          | Rang          | Zeit          | Rang          | Zeit          | Rang          | Rang   |
| --------------------------------------------- | ----------- | ------------- | ------------- | ------------- | ------------- | ------------- | ------------- | ------------- | ------------- | ------ |
| Frauen                                        |             |               |               |               |               |               |               |               |               |        |
| Ingvild Flugstad Østberg                      | Sprint      | 3:17,35 min   | 13            | 3:14,87 min   | 4             | ausgeschieden | ausgeschieden | ausgeschieden | ausgeschieden | 17     |
| Heidi Weng                                    | Sprint      | 3:16,28 min   | 10            | 3:15,68 min   | 2             | 3:16,22 min   | 6             | ausgeschieden | ausgeschieden | 11     |
| Maiken Caspersen Falla                        | Sprint      | 3:09,13 min   | 2             | 3:11,98 min   | 1             | 3:10,55 min   | 1             | 3:06,87 min   | 2             | Silber |
| Kathrine Harsem                               | Sprint      | 3:18,48 min   | 17            | 3:14,87 min   | 4             | ausgeschieden | ausgeschieden | ausgeschieden | ausgeschieden | 18     |
| Marit Bjørgen Maiken Caspersen Falla          | Team-Sprint | −             | −             | −             | −             | 16:33,28 min  | 1             | 15:59,44 min  | 3             | Bronze |
| Männer                                        |             |               |               |               |               |               |               |               |               |        |
| Johannes Høsflot Klæbo                        | Sprint      | 3:08,73 min   | 2             | 3:11,09 min   | 1             | 3:06,01 min   | 1             | 3:05,75 min   | 1             | Gold   |
| Emil Iversen                                  | Sprint      | 3:14,36 min   | 12            | 3:10,21 min   | 2             | 3:14,09 min   | 4             | ausgeschieden | ausgeschieden | 8      |
| Pål Golberg                                   | Sprint      | 3:13,71 min   | 11            | 3:11,07 min   | 2             | 3:07,24 min   | 4             | 3:09,56 min   | 4             | 4      |
| Eirik Brandsdal                               | Sprint      | 3:15,95 min   | 18            | 3:18,25 min   | 5             | ausgeschieden | ausgeschieden | ausgeschieden | ausgeschieden | 22     |
| Martin Johnsrud Sundby Johannes Høsflot Klæbo | Team-Sprint | −             | −             | −             | −             | 16:03,97 min  | 1             | 15:56,26 min  | 1             | Gold   |

Kari Øyre Slind, Mari Eide und Sondre Turvoll Fossli gehörten ebenfalls zum Aufgebot, blieben aber ohne Einsatz.

### Skispringen
| Athleten                                                                  | Wettbewerbe            | Qualifikation | Qualifikation | Qualifikation | 1. Durchgang | 1. Durchgang | 1. Durchgang | 2. Durchgang | 2. Durchgang | 2. Durchgang | Gesamt | Gesamt |
| Athleten                                                                  | Wettbewerbe            | Weite         | Punkte        | Rang          | Weite        | Punkte       | Rang         | Weite        | Punkte       | Rang         | Punkte | Rang   |
| ------------------------------------------------------------------------- | ---------------------- | ------------- | ------------- | ------------- | ------------ | ------------ | ------------ | ------------ | ------------ | ------------ | ------ | ------ |
| Frauen                                                                    |                        |               |               |               |              |              |              |              |              |              |        |        |
| Maren Lundby                                                              | Normalschanze          | −             | −             | −             | 105,5 m      | 125,4        | 1            | 110,0 m      | 139,2        | 1            | 264,6  | Gold   |
| Silje Opseth                                                              | Normalschanze          | −             | −             | −             | 89,5 m       | 83,5         | 18           | 91,5 m       | 94,7         | 11           | 178,2  | 16     |
| Männer                                                                    |                        |               |               |               |              |              |              |              |              |              |        |        |
| Johann André Forfang                                                      | Normalschanze          | 100,0 m       | 121,1         | 13            | 106,0 m      | 125,9        | 2            | 109,5 m      | 125,0        | 4            | 250,9  | Silber |
| Johann André Forfang                                                      | Großschanze            | 137,0 m       | 128,7         | 2             | 133,0 m      | 132,1        | 9            | 134,5 m      | 139,5        | 4            | 271,6  | 5      |
| Robert Johansson                                                          | Normalschanze          | 98,0 m        | 118,3         | 18            | 100,5 m      | 119,9        | 10           | 113,5 m      | 129,8        | 2            | 249,7  | Bronze |
| Robert Johansson                                                          | Großschanze            | 135,0 m       | 131,9         | 1             | 137,5 m      | 138,3        | 4            | 134,5 m      | 137,0        | 6            | 275,3  | Bronze |
| Andreas Stjernen                                                          | Normalschanze          | 100,0 m       | 119,3         | 15            | 104,0 m      | 114,5        | 11           | 103,5 m      | 111,3        | 15           | 225,8  | 15     |
| Andreas Stjernen                                                          | Großschanze            | 128,5 m       | 110,2         | 19            | 134,5 m      | 134,7        | 6            | 131,5 m      | 132,6        | 7            | 267,3  | 8      |
| Daniel-André Tande                                                        | Normalschanze          | 100,0 m       | 123,0         | 8             | 103,5 m      | 118,7        | 13           | 111,5 m      | 123,6        | 5            | 242,3  | 6      |
| Daniel-André Tande                                                        | Großschanze            | 131,5 m       | 126,5         | 6             | 131,0 m      | 128,9        | 15           | 138,5 m      | 144,2        | 1            | 273,1  | 4      |
| Daniel-André Tande Andreas Stjernen Johann André Forfang Robert Johansson | Großschanze Mannschaft | −             | −             | −             | 539,0 m      | 545,9        | 1            | 544,0 m      | 552,6        | 1            | 1098,5 | Gold   |

Anders Fannemel gehörte als Ersatz zum Aufgebot, kam aber nicht zum Einsatz.

### Snowboard
| Athleten         | Wettbewerbe | Qualifikation | Qualifikation | Finale        | Finale        | Rang |
| Athleten         | Wettbewerbe | Punkte        | Rang          | Punkte        | Rang          | Rang |
| ---------------- | ----------- | ------------- | ------------- | ------------- | ------------- | ---- |
| Männer           |             |               |               |               |               |      |
| Torgeir Bergrem  | Big Air     | 94,25         | 4             | 131,00        | 7             | 7    |
| Torgeir Bergrem  | Slopestyle  | 75,45         | 5             | 75,80         | 8             | 8    |
| Marcus Kleveland | Big Air     | 84,25         | 10            | ausgeschieden | ausgeschieden | 19   |
| Marcus Kleveland | Slopestyle  | 83,71         | 1             | 77,76         | 6             | 6    |
| Mons Røisland    | Slopestyle  | 76,50         | 4             | DNS           | DNS           | 12   |
| Ståle Sandbech   | Big Air     | 84,75         | 7             | ausgeschieden | ausgeschieden | 16   |
| Ståle Sandbech   | Slopestyle  | 82,13         | 4             | 81,01         | 4             | 4    |
| Frauen           |             |               |               |               |               |      |
| Silje Norendal   | Big Air     | 77,50         | 10            | 70,50         | 6             | 6    |
| Silje Norendal   | Slopestyle  | abgesagt      | abgesagt      | 73,91         | 4             | 4    |